# Across Five Aprils (banda)
Across Five Aprils (también abreviado como A5A) fue una banda estadounidense de metalcore iniciada en Chattanooga, Tennessee, surgida en septiembre de 2001. Su nombre fue tomado de la última novela de Irene Hunt, que se basa en la guerra civil estadounidense. El grupo se disolvió a finales de 2008.

## Historia
La banda lanzó su primer álbum LP, A Tragedy In Progress en mayo de 2003 bajo el sello de Indianola Records. Tras el éxito de este lanzamiento, comenzaron a tocar en varios conciertos con bandas como Underoath, My Chemical Romance, Norma Jean, Haste The Day, Atreyu e It Dies Today.
Después de algunos cambios en la alineación, la banda escribió y grabó su segundo lanzamiento con Indianola, un EP titulado Living In The Moment. Poco después de su lanzamiento, su líder, Steve Taylor, abandonó la banda y Brandon Mullins toma el liderazgo.  Recorrieron los Estados Unidos en varias ocasiones con bandas como The Banner, y a continuación, comenzaron a escribir su segundo LP Collapse. Tras su lanzamiento en 2006, la banda volvió a su trayectoria de tiempo completo y en julio de 2007, fueron contratados por Victory Records.
Posterior a esto, Across Five Aprils lanzó su álbum debut con  Victory Records, Life Underwater, el 19 de febrero de 2008.  Este nuevo material fue grabado y producido por Matt Goldman desde los Estudios Glow In The Dark en Atlanta, Georgia.

## Ruptura
El 22 de septiembre de 2008, Across Five Aprils anunció su ruptura. Realizaron una muy breve gira de despedida en  octubre de ese año; el último concierto de esta gira tuvo lugar en Chattanooga, Tennessee el 1 de noviembre de 2008.

## Miembros

### Actuales
- Brandon Mullins - Vocalista
- Steve Wooteon - Batería
- Josh Dycus - Bajo
- Zak Towe - Guitarra
- Adam Nordmeyer - Guitarra

### Anteriores
- Drew Miller - Batería (partió después de Collapse en 2007)
- Jarrod Smith - Guitarra (partió después de  Collapse en 2006)
- Steve Taylor - Vocalista (partió después de Living In The Moment en 2005)
- Jason Barry - Bajo (partió después de  Living In The Moment en 2004)
- Jason Fields - Guitarra/Vocalista (partió después de A Tragedy In Progress en 2003)

## Discografía

### LP
- A Tragedy In Progress, 20 de mayo de 2003 - Indianola Records
- Collapse, 11 de julio de 2006 - Indianola Records
- Life Underwater, 19 de febrero de 2008 - Victory Records

### EP
- Twenty-Three Minutes & Thirty-Four Seconds Of Scenic City Rock N' Roll (también conocido como Cut Me & I'Ll Bleed Rock & Roll), marzo de 2002
- Self-Titled EP, octubre de 2002
- Living In The Moment, 14 de septiembre de 2004 - Indianola Records